# Baíña (Golada)
Baíña[cita requerida] (oficialmente San Pedro da Baíña) es una parroquia española del municipio de Golada, perteneciente a la provincia de Pontevedra, en la comunidad autónoma de Galicia.

## Historia
Hacia mediados del siglo XIX, la parroquia, ya por entonces perteneciente a Golada, tenía contabilizada una población de 148 habitantes. Aparece descrita en el tercer volumen del Diccionario geográfico-estadístico-histórico de España y sus posesiones de Ultramar de Pascual Madoz con las siguientes palabras:

BAIÑA (San Pedro de): felig. en la prov. de Pontevedra (12 leg.), dióc. de Lugo (8), part. jud. de Lalin (2), y ayunt. de Golada: sit. á la falda de unas vertientes y valle á la izq. del r. Ulla: clima sano: consta de 30 casas dispersas formando varios l. ó barrios: la igl. parr. (San Pedro) es matriz de la de San Payo de Bais, y el curato de entrada y patronato lego. El térm. en su corta estension, confina con los de Santa Eulalia de Artoño y Santa Maria de Berredo: el terreno participa de monte y llano bastante fértil en la parte destinada al cultivo. Los caminos son locales y malos: el correo se recibe por la cap. del part.: prod. centeno, trigo, avena, maiz, patatas, lino, nabos, hortalizas y frutas: cria ganado vacuno, lanar, de cerda y cabrio: hay caza de liebres: pobl. 29 vec., 148 alm.: contr. con su ayuntamiento (V.).
(Madoz, 1846, p. 306)

En 2022, tenía empadronados 56 habitantes.